# Parc naturel national du Gard du Boug
Le parc naturel national du Gard du Boug est une aire protégée en Ukraine dans les boucles du Boug (oblast de Mykolaïv). Le mot « gard » fait référence à un type de structure de pêche utilisé à l’époque cosaque, et le Boug ou Bug est une rivière. Le parc est un canyon qui fait la transition entre les plateaux des hautes terres et la région steppique.

## Histoire
Son importance est reconnue dès les années 1920 mais a été classé par décret présidentiel le 19 juin 2009. La région fut le centre de l'armée zaporogue entre 1734 et 1775.
Il commence au sud de la ville de Pervomaïsk et englobe les rivières Velyka Korabelna, Mertvovod, Bakshala et Arbuzinka.

### Usages
La rivière étant navigable, les visites en canoës, kayaks et autres sont possibles.

## Flore
La biodiversité est élevée car le parc se trouve à un point de transition entre la forêt de montagne et la steppe de plaine. Les scientifiques du parc ont enregistré plus de 900 espèces de plantes, dont six sont sur la liste rouge européenne.

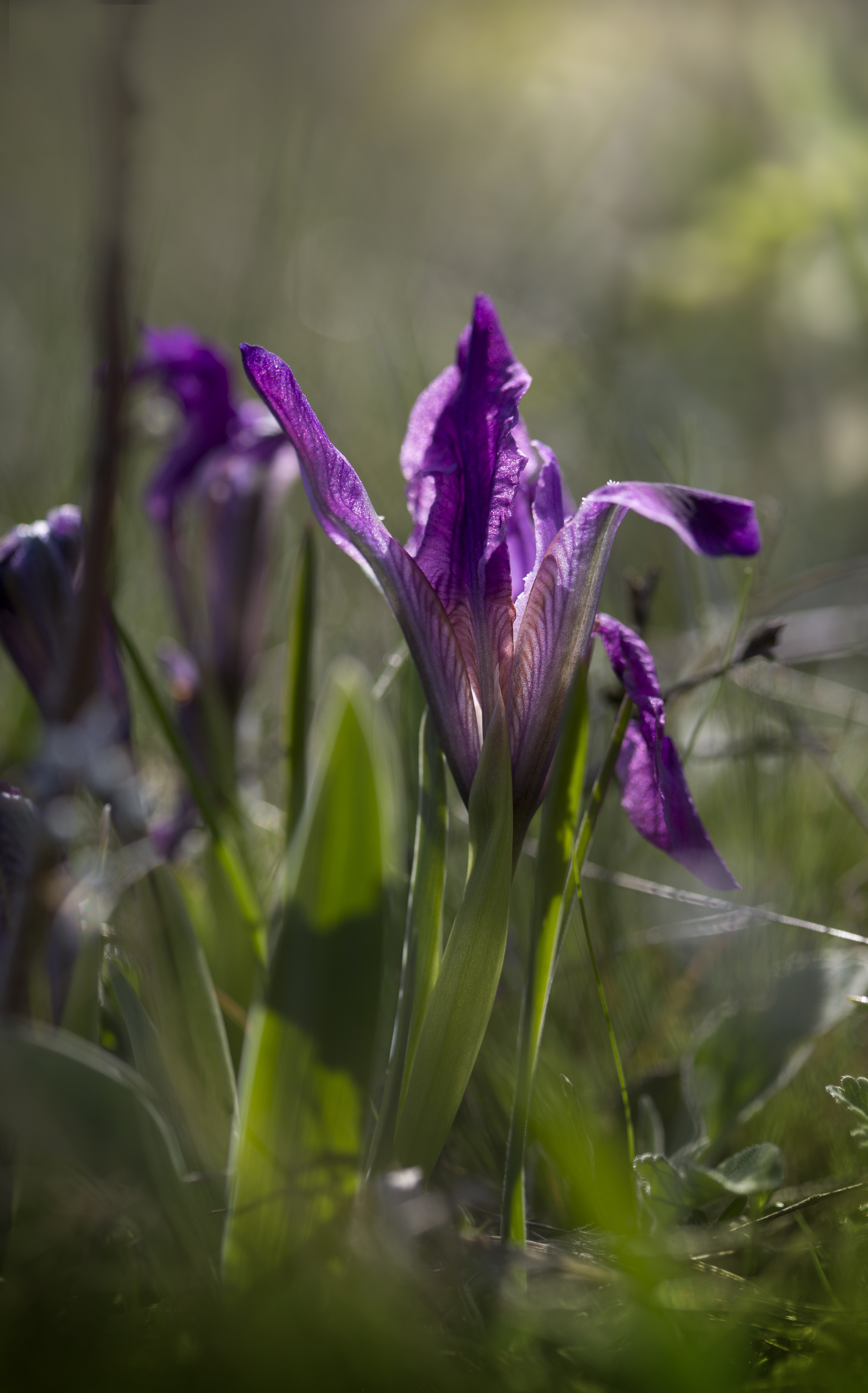
Flore,
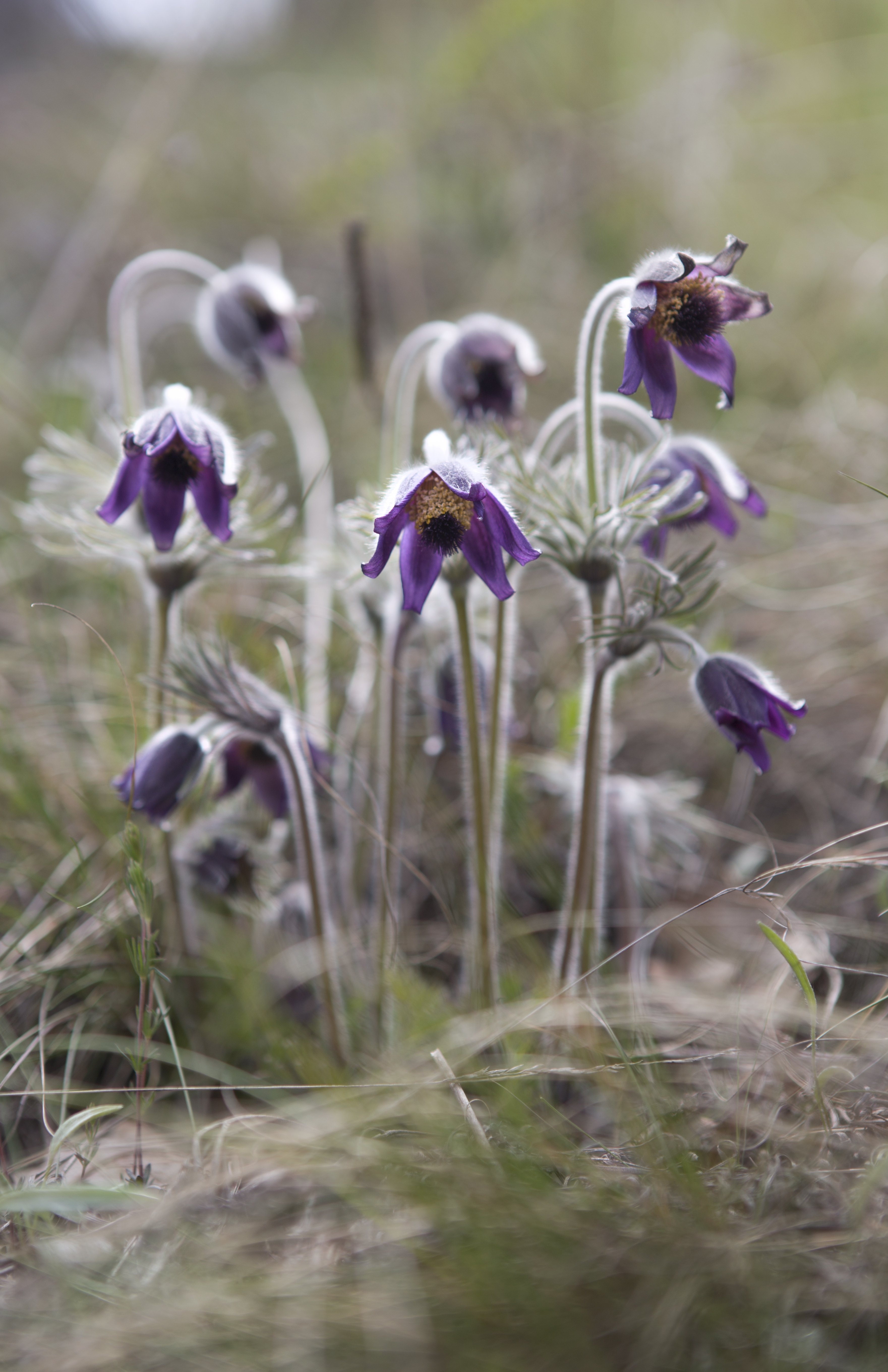
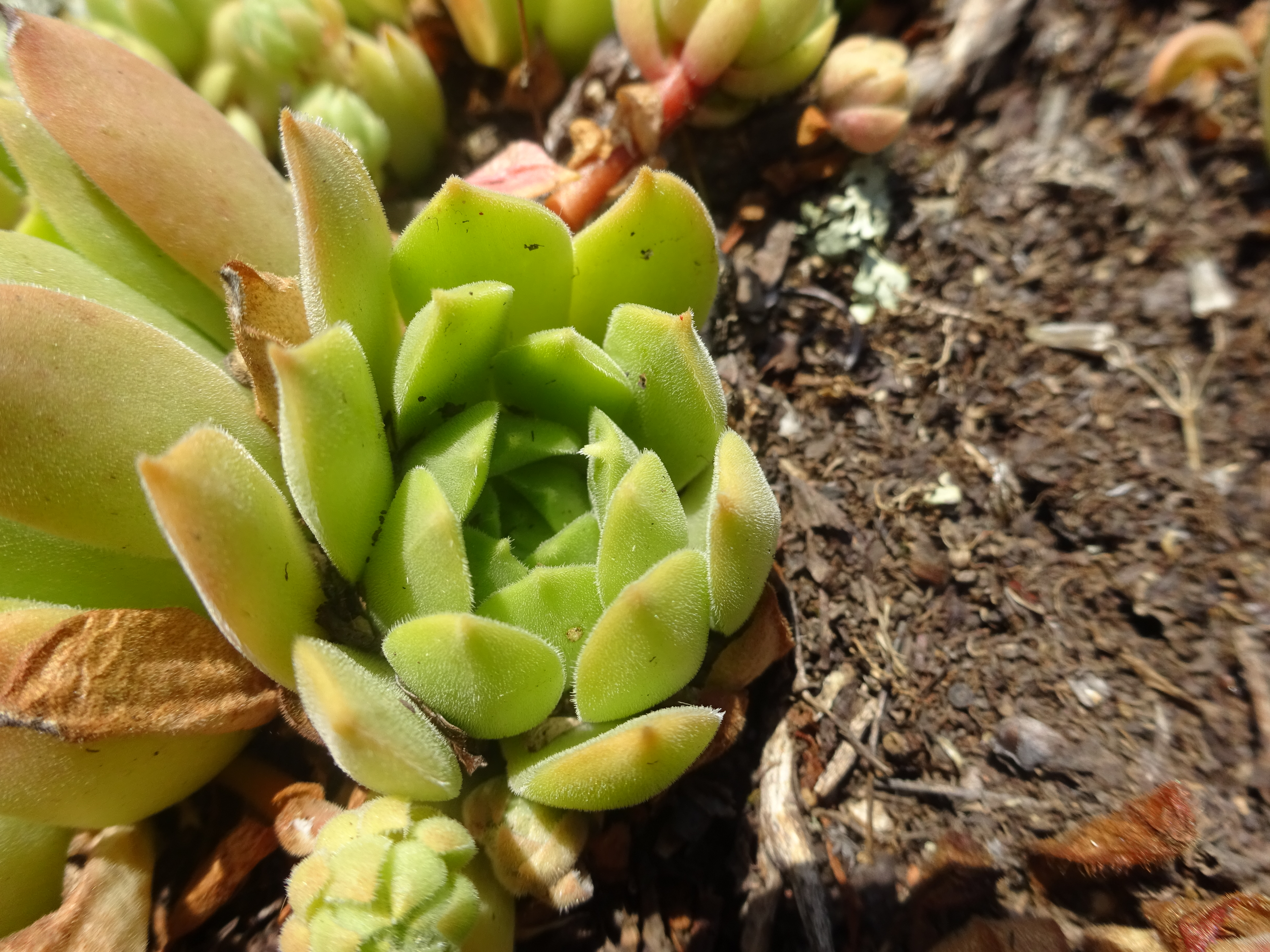

## Faune
La réserve accueille plus de vingt-deux espèces de vertébrés, cinq sont sur la liste rouge européenne.

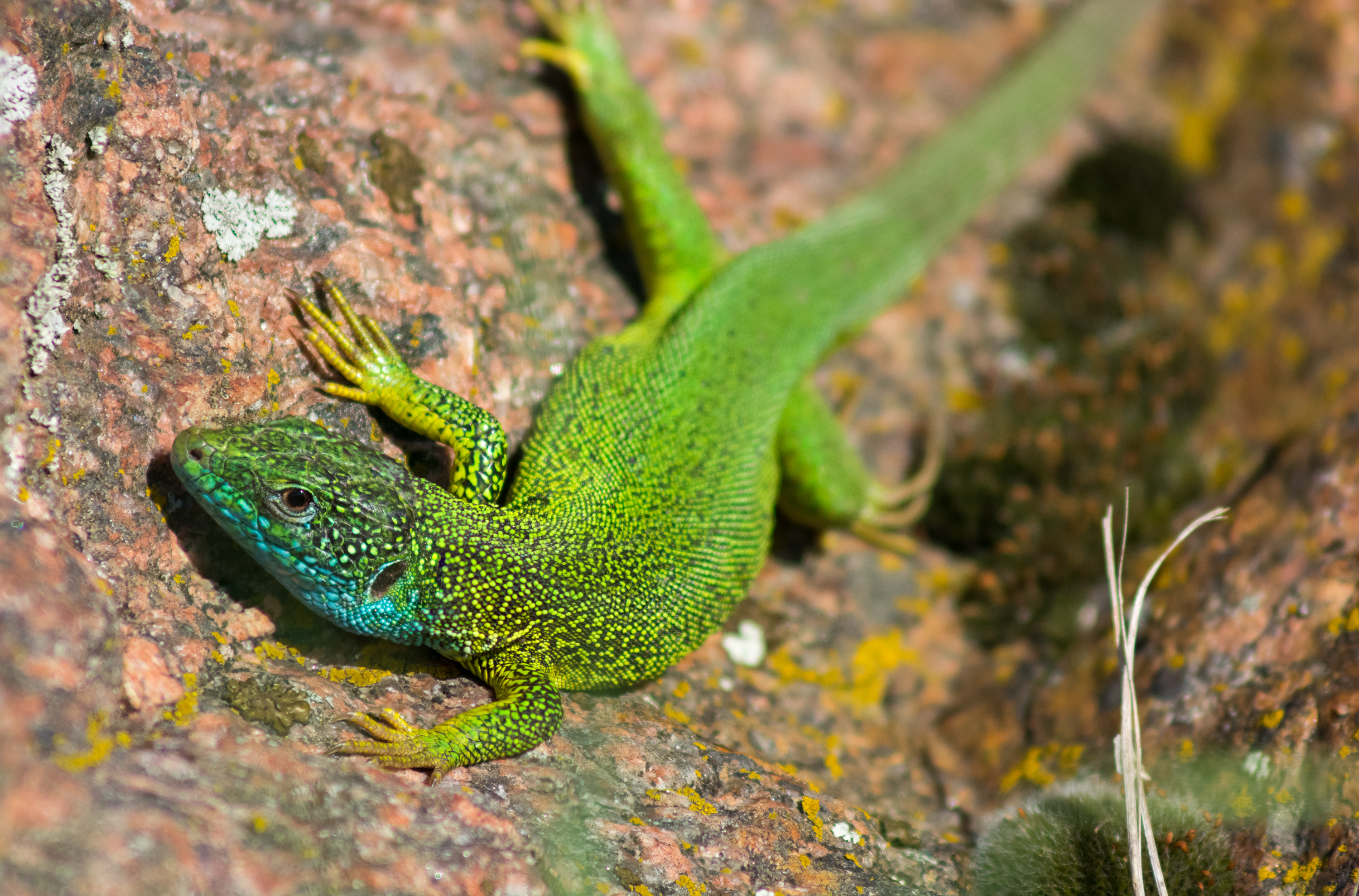
faune,
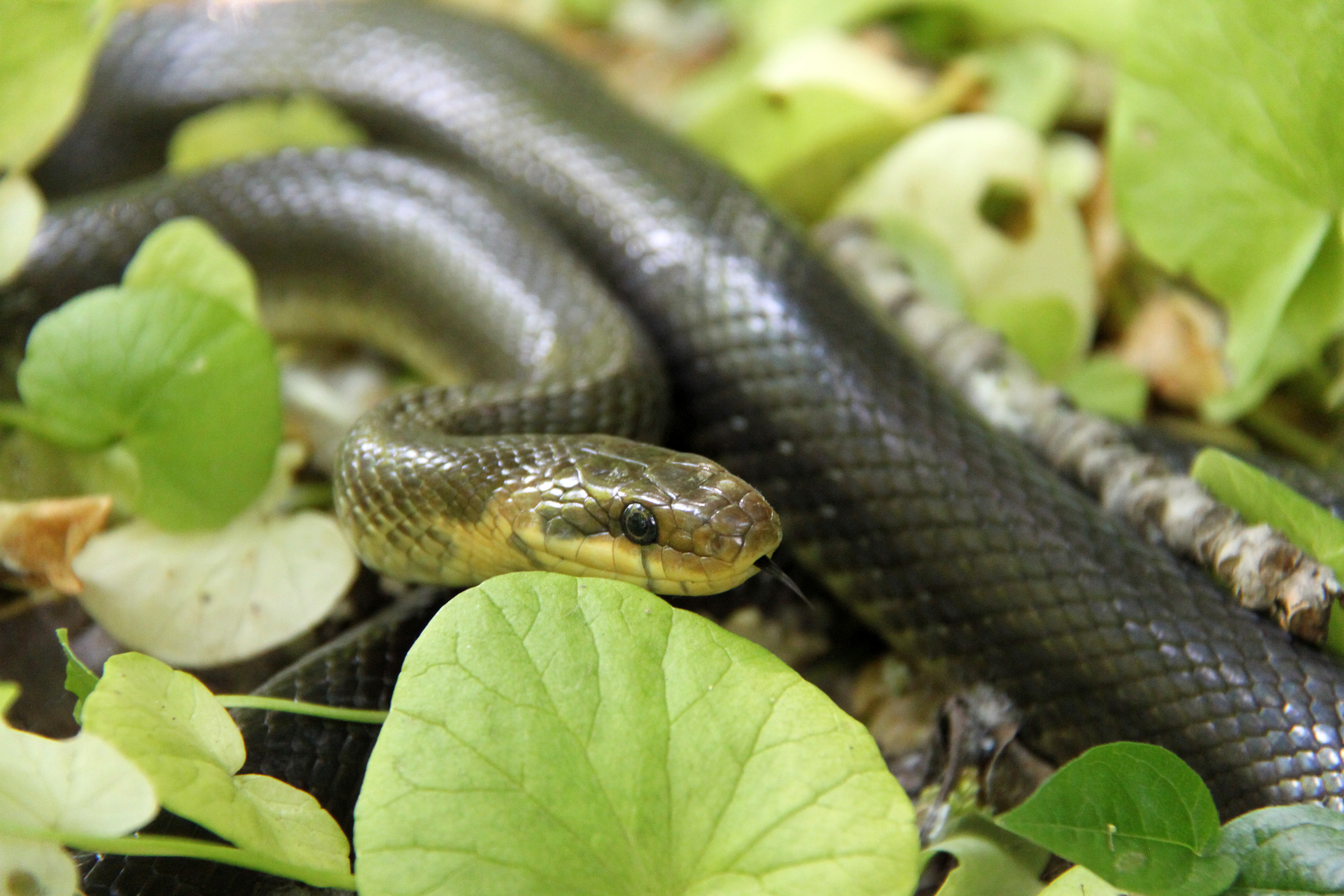
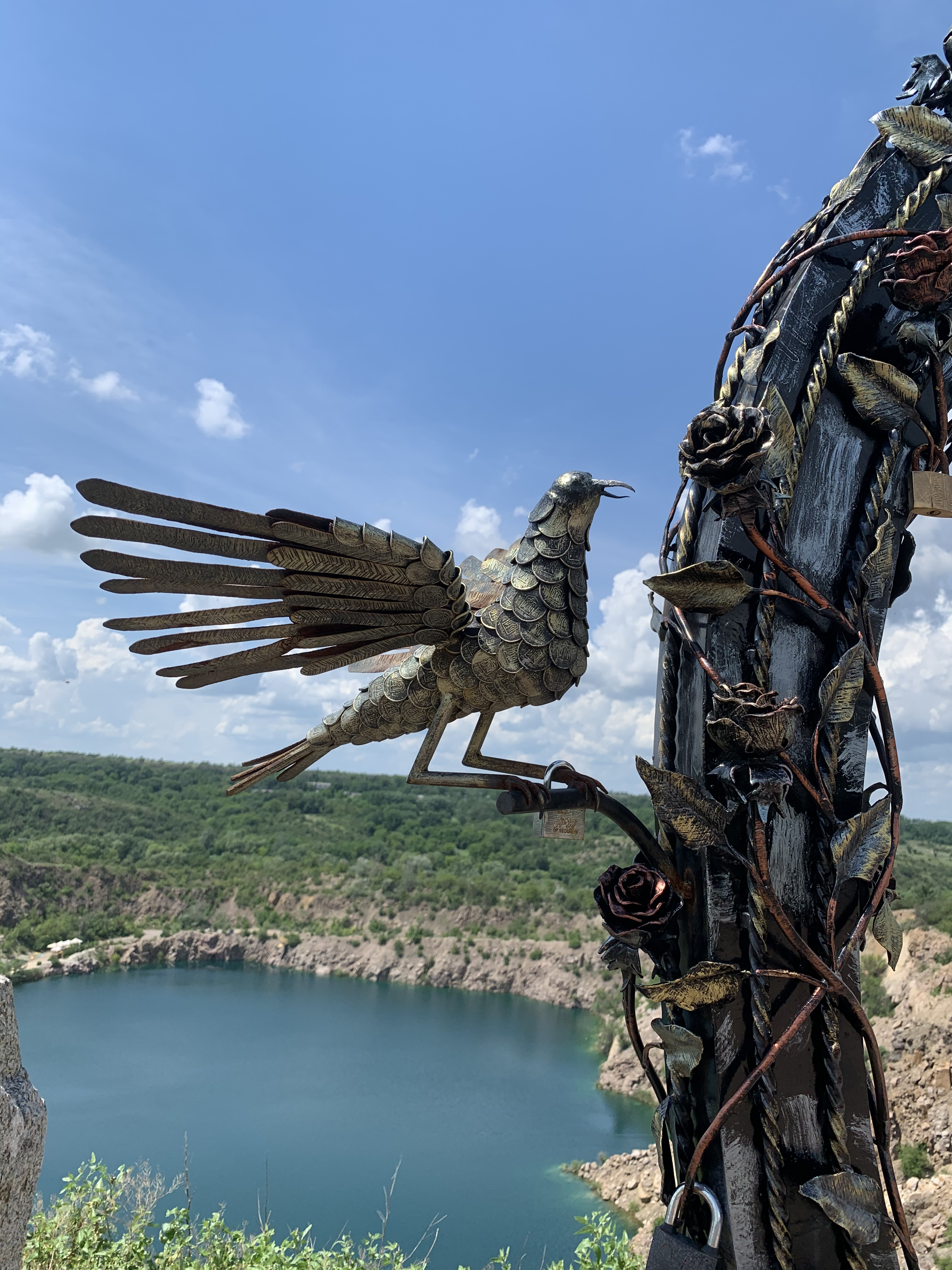
métallisée.

## Galerie d'images

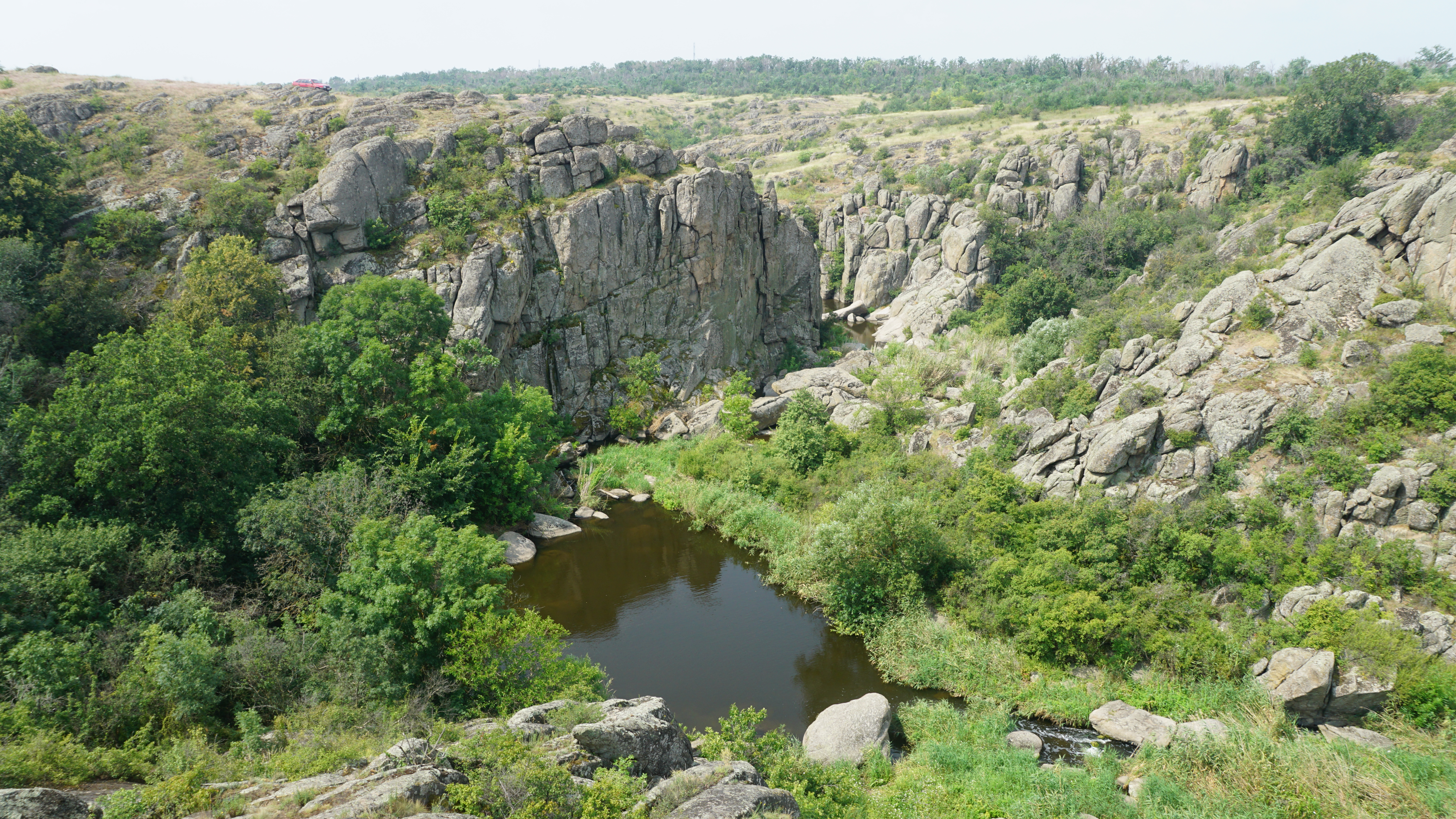
Canyon Aktov
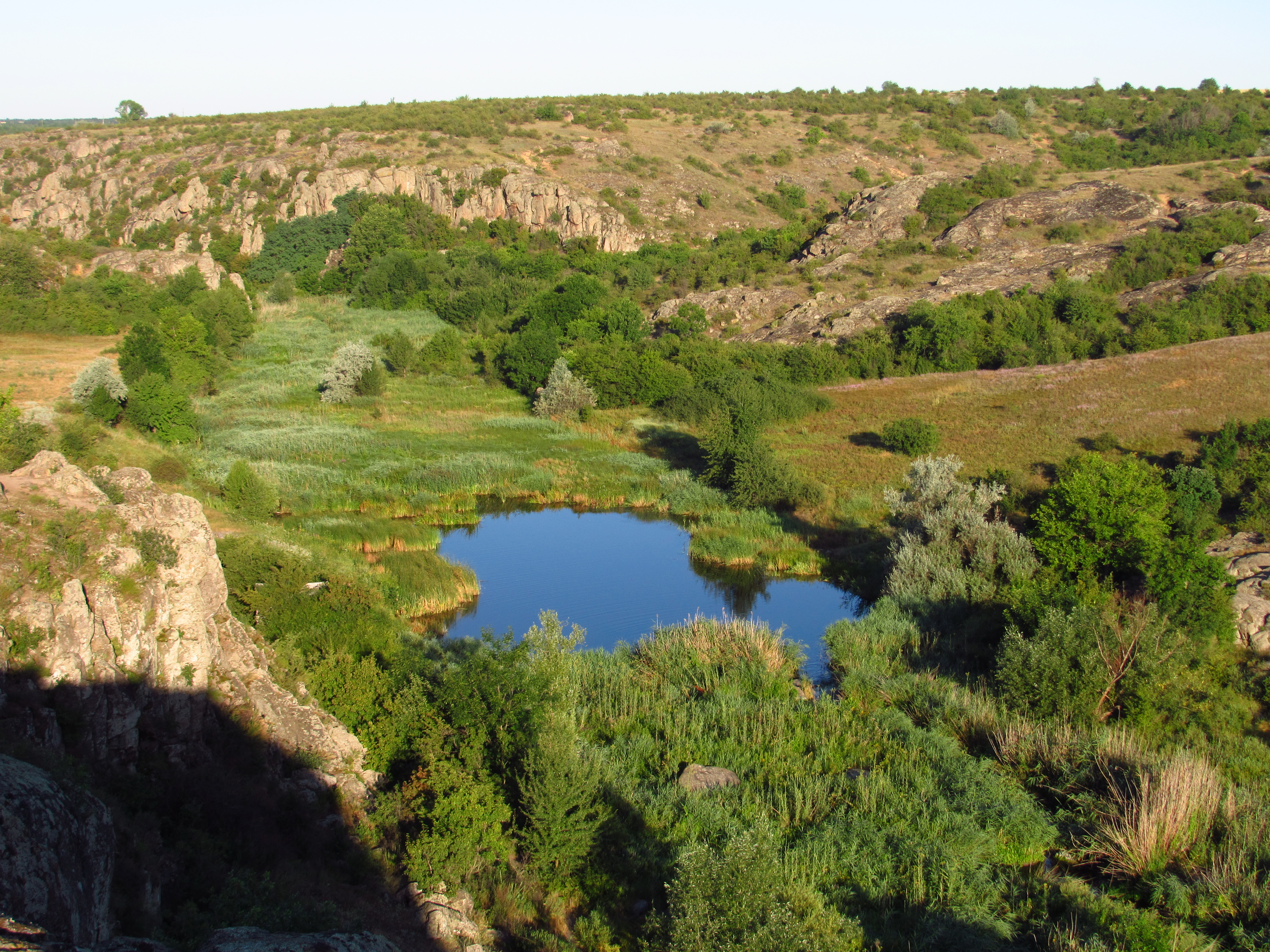
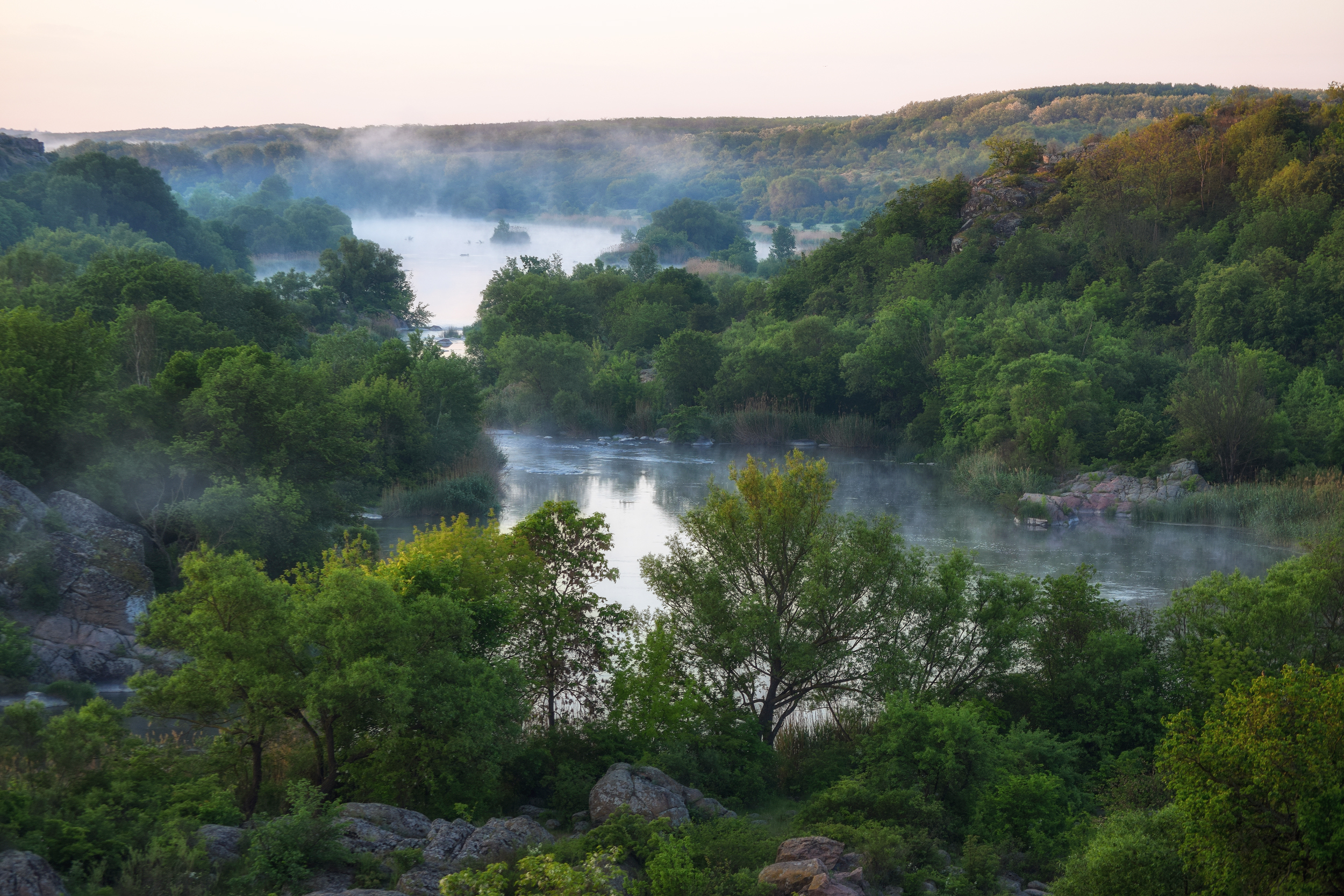
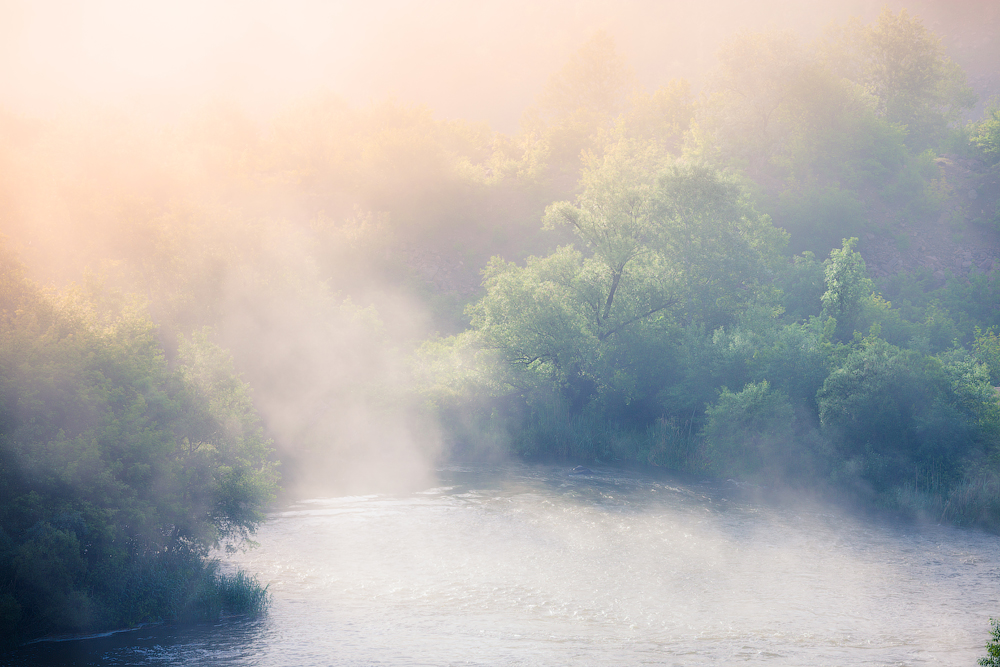
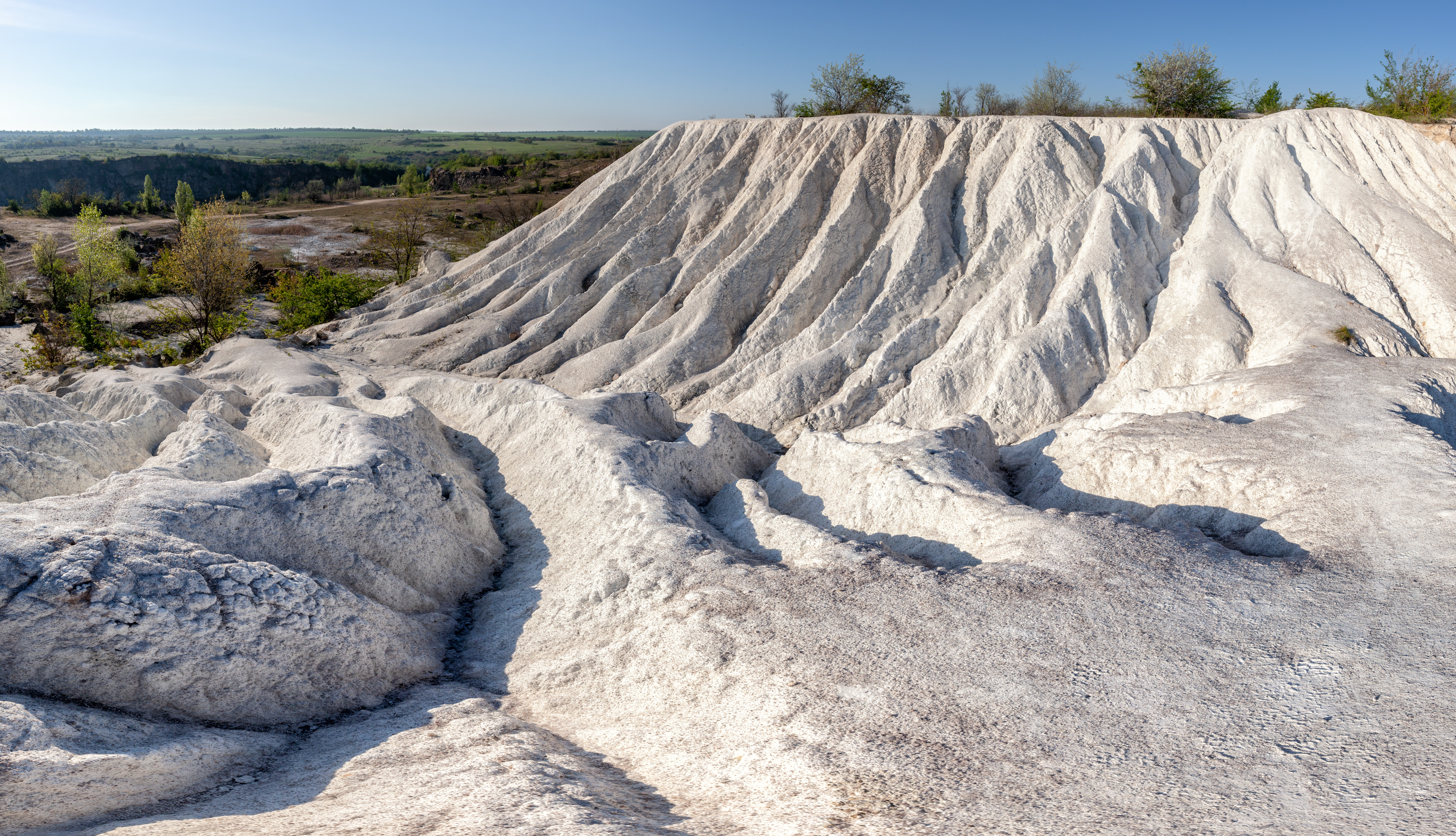
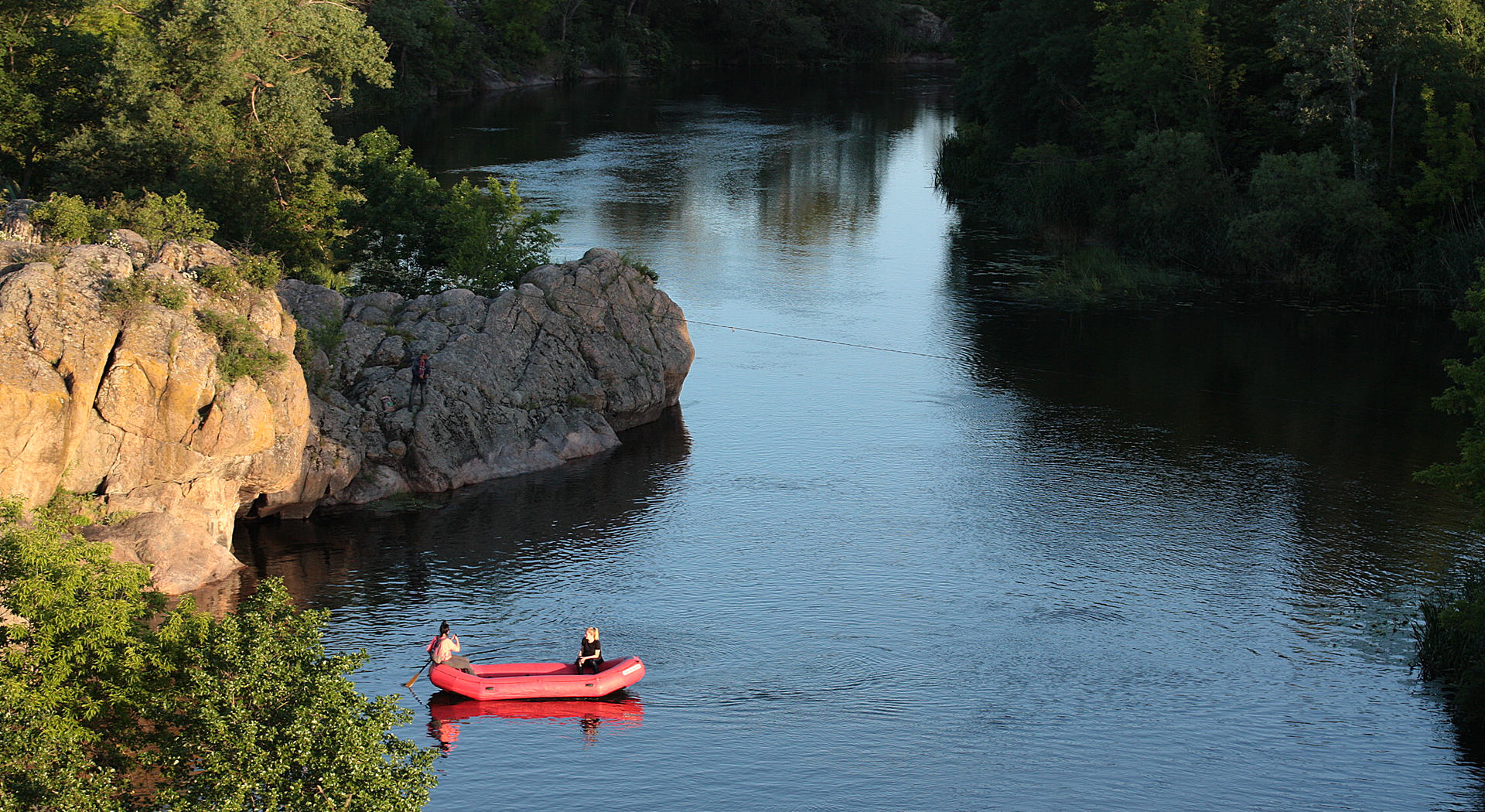
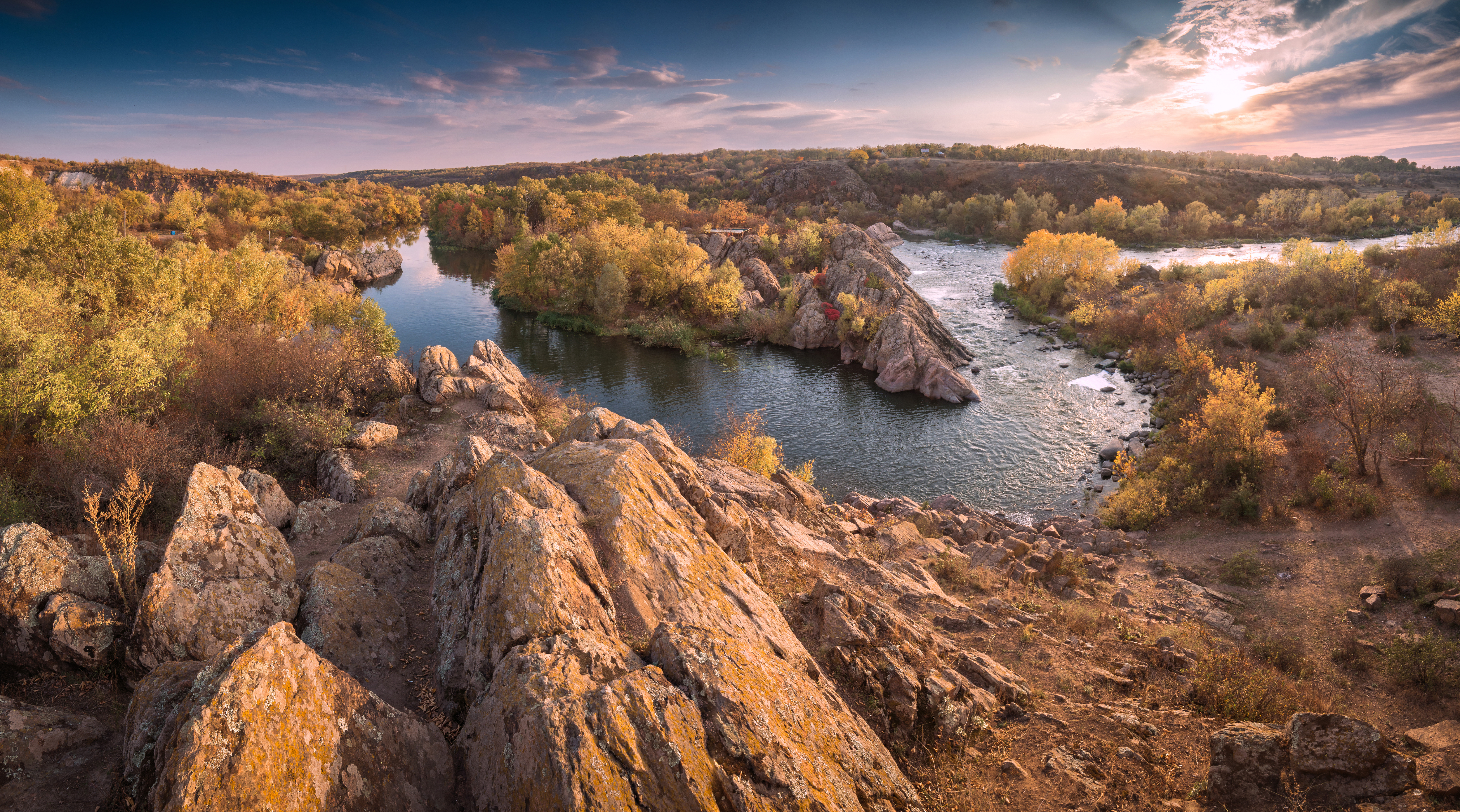
Bras du Boug méridional près de Pervomaïsk.